# Charlotte Machmer
Charlotte Machmer, född 13 augusti 1905, var en österrikisk friidrottare. Hon deltog vid olympiska sommarspelen 1936.